# Fogyasztói csoport
A fogyasztói csoport (vagy más néven vásárlói klub) egy olyan szerveződés, melyben a tagok mindegyike szeretné valamilyen árucikk tulajdonjogát megszerezni, és ennek érdekében egymásnak kölcsönt nyújtanak. A tagok mindegyike a megszerzendő áru ellenértékének az adott hónapra eső részét befizeti, és az összegyűlt pénzből időszakonként sorsolás alapján kiválasztják, hogy mely tag számára vásárolja meg a csoport az adott terméket; egyes tagok a tartozásuk magasabb előtörlesztésével előrébb kerülhetnek a sorban. Minden tag a teljes tartozása végéig fizeti a részleteket. 
A tagok soha nem kapnak készpénzt: az adott árut a csoport közvetítője vásárolja meg a csoport vagyonából, és azt adja át a tagnak.
A csoportot szervező cég vagy személy valójában is szervező: pénzügyi tevékenységet nem végezhet (így természetesen hitelt sem nyújthat), általában vagyonával sem vesz részt a csoport működésében, csupán a szervezést (pénz beszedése, sorsolás, áruk megvásárlása) végzi.
Fogyasztói csoport a II. világháború utáni Németországban jött létre először, amikor pár család összefogott, és minden évben befizették egy közös kasszába egy lakás árának rájuk eső részét, ezután pedig kisorsolták, hogy az adott évben melyik családnak veszik meg közösen a lakást. Aki már rendelkezett lakással, szintén tovább fizette a részleteket, így a végén mindenki sikeresen lakáshoz jutott, csak a beköltözés időpontja volt kérdéses. 
A fogyasztóvédelemről szóló 1997. évi CLV. törvény 2014. január 1-jétől végleg betiltotta új fogyasztói csoportok létrehozását, A tilalom megsértésével vagy megkerülésével kötött szerződés semmis.
A 2012. január 1-jét megelőzően alakultakat pedig szigorúbb szabályok szerint engedi működni, tilos fogyasztói csoportba fogyasztókat nyilvános felhívás útján gyűjteni. Az 530/2013. (XII. 30.) Korm. rendelet tartalmaz erre vonatkozó részletes szabályokat.

## Problémák

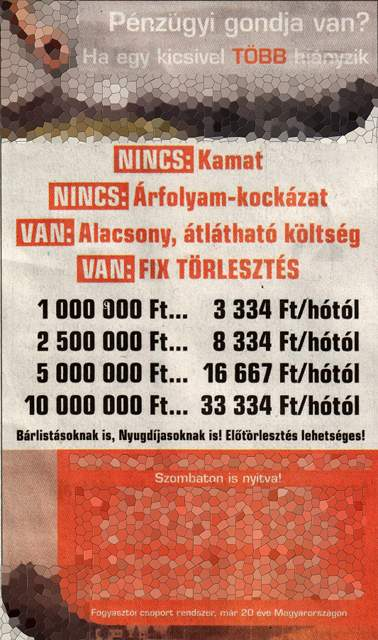
Egy példa a hitelezést sugalló reklámra

Ezen szerveződés legnagyobb problémája az, hogy azt rendszeresen hitelnyújtást sugalló hirdetésekben reklámozzák, a bankok „negatív” hitelezési kondícióival összehasonlítva, azt sugallva, hogy ez egy könnyebben elérhető hitelezési lehetőség. Azonban erről nincs szó: a tagok nem juthatnak készpénzhez.
Az áruhoz jutás idejét egyrészt a szerencse határozza meg a sorsolás folytán, másrészt pedig a többi tag előtörlesztése, mely szintén nem számítható ki előre. Így előfordulhat, hogy egy szerényebb anyagi lehetőségekkel rendelkező tag csak a futamidő végén, akár 5-15 év alatt sem jut hozzá a kívánt termékhez. 
További probléma az, hogy a konstrukcióból gyakorlatilag lehetetlen kiszállni, így előfordulhat, hogy még a teljes összeg előtörlesztése után is csak a futamidő végén jut hozzá valaki a kívánt termékhez.
A befizetett összegek után nem jár kamat.

## Jogi szabályozás
A fenti okok miatt a fogyasztói csoportokkal kapcsolatosan számos vizsgálat folyt (Gazdasági Versenyhivatalnál, Fogyasztóvédelmi Felügyelőségnél illetve a PSZÁFnál), és több rendelet is szabályozza működésüket. Jelenleg azonban (2010 június) egyik sem lépett hatályba:
- 186/2001 (október) kormányrendelet, mely 2002-ben lépett volna hatályba;
- 325/2001 (december) kormányrendelet, mely 2003-ra tolta a hatályt;
- 269/2002 kormányrendelet, mely 2004-re tolta a hatályt;
- 205/2004 kormányrendelet, mely az előzőeket hatályon kívül helyezte. Ennek oka a 2001. évi XVI. törvény volt, mely a fogyasztóvédelemről szóló 1997. évi CLV. törvényt módosítva a felügyeletet a PSZÁF-ra bízta és felhatalmazást adott a kormánynak a fogyasztói csoportok felügyeletének módját meghatározó rendelet megalkotására, ami 2010-ig nem történt meg.
- 2011 májusában a PSZÁF bejelentette, hogy kezdeményezték a 
BTK módosítását úgy, hogy betiltsa a fogyasztói csoportok működtetését.[2]
- 1997. évi CLV. törvény a fogyasztóvédelemről, IV/B. fejezet 16/B. §, 2014. január 1-jétől végleg betiltotta új fogyasztói csoportok létrehozását, a 2012. január 1-jét megelőzően alakultakat pedig szigorúbb szabályok szerint engedi működni.

- 530/2013. (XII. 30.) Korm. rendelet a meglévő fogyasztói csoportok működéséről

A bíróságok több esetben is vizsgálták a fogyasztói csoportokkal kapcsolatos megbízási szerződések érvénytelenségét (jó erkölcsbe ütközés, tévedés, megtévesztés, tisztességtelen szerződési kikötés címén), döntéseikben elutasították a szerződések nyilvánvalóan jó erkölcsbe ütközésének lehetőségét, utalva arra, hogy sem a szerződések célja, sem a csoportok működése nem sérti az általánosan elfogadott erkölcsi normákat és szokásokat. Míg a tévedés és megtévesztés a legtöbb perben nem volt kellőképpen bizonyított, addig egyes kikötések (elsősorban a megbízó általi idő előtti felmondás kizárása) tisztességtelenségét megalapozottnak tartotta a bíróság. Egyes nézőpontok szerint a csoportok létrehozásával kapcsolatos (relatív) törvényi tilalom óta számos esetben felmerült a jogszabály megkerülésével történő szerződéskötés.